# María Goyri

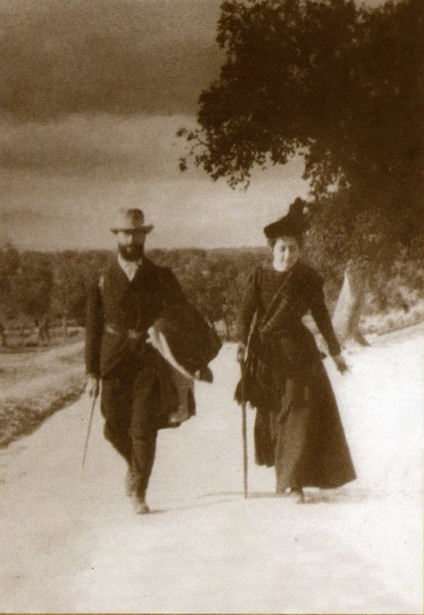
Ramón Menéndez Pidal und María Goyri während ihrer Hochzeitsreise auf der Ruta del Cid (um 1900)

María Amalia Vicenta Goyri (* 29. August 1873 in Madrid; † 28. November 1954 ebenda) war eine spanische Autorin, Philologin und Hochschullehrerin. Sie war die zweite offizielle Studentin der Philosophie und Literatur an einer spanischen Universität und gehörte zur Avantgarde der Kämpferinnen für Frauenrechte. Ihre Studien über spanische Romanzen, die sie zusammen mit ihrem Ehemann Ramón Menéndez Pidal durchführte, legten den Grundstein für die Forschung auf diesem Gebiet.

## Leben
Goyri wurde als uneheliche Tochter von Amalia Goyri geboren, die wiederum die uneheliche Tochter von Juana Vicenta Goyri y Barrenechea aus Deusto war. Ihre Großmutter war die Schwester von Bartolomé Goyri Barrenechea, dem Urgroßvater der Schriftstellerin María Teresa León Goyri. Bis zum fünften Lebensjahr lebten Mutter und Tochter zwischen Algorta und Getxo, wo sie Verwandte hatten.
Ihre charakterstarke und kultivierte Mutter erzog ihre Tochter ohne Rücksicht auf die damaligen Konventionen in Bezug auf Frauen, meldete sie am Gymnasium an und schrieb sie im Alter von zwölf Jahren an der Handelsschule der Asociación para la Enseñanza de la Mujer ein, wo sie 1888 einen kaufmännischen Abschluss und 1891 einen Abschluss als Gouvernante erwarb. Zu ihren Klassenkameradinnen gehörte auch María de la O Lejárraga.
Im Alter von 16 Jahren begann sie als Gasthörerin ein Studium an der Fakultät für Philosophie und Literatur der Universidad Central in Madrid (Kurs 1891–1892), ohne sich einzuschreiben. Sie beantragte beim Ministerio de Fomento de España, zu dem zu der Zeit die Generaldirektion für öffentliche Erziehung gehörte, die Genehmigung zum Studium. Sie erhielt die Erlaubnis für das folgende Studienjahr, allerdings unter der Bedingung, dass sie sich nicht auf den Fluren aufhielt, das Klassenzimmer neben dem Professor betrat und im Unterricht nicht neben ihren Mitschülern, sondern auf einem Stuhl neben dem Professor zu sitzen hatte. Sie schloss das Studium 1896 ab.
1892 nahm sie im Ateneo de Madrid am spanisch-portugiesisch-amerikanischen Pädagogischen Kongress teil, und zwar in der Abendsitzung vom 21. Oktober in der Sektion V, die den Frauen gewidmet war, mit einem Referat „Konzept und Grenzen der Frauenerziehung und ihrer beruflichen Eignung“, in dem sie feststellte, dass es keinen Zweifel an der Eignung und dem Recht der Frauen auf Ausbildung und Arbeit geben könne. Diesem Thema widmete sie ihren ersten Artikel, Una Información, der in der pädagogischen Zeitschrift La Escuela Moderna veröffentlicht wurde. 1894 begann ihre Karriere als Lehrerin an der Asociación para la Enseñanza de la Mujer, wo sie Literatur unterrichtete.
Sie lernte Ramón Menéndez Pidal, dessen Schülerin sie an der Escuela de Estudios Superiores war, bei einem Vortrag von Marcelino Menéndez y Pelayo an der Escuela de Estudios Superiores del Ateneo kennen und heiratete ihn 1900. Ihre Hochzeitsreise führte sie durch die Dörfer entlang der Routen des Cantar de Mio Cid, wo sie Versionen spanischer Romanzen aus der mündlichen Überlieferung sammelten. Das Archivo del Romancero Menéndez Pidal/Goyri enthält Berichte über einige Begebenheiten auf dieser Reise: Als sie zum Beispiel in El Burgo de Osma Halt machten, übernachteten sie in einer Pension, und am Morgen, während María Goyri und das Dienstmädchen das Bett machten, begann sie die Romanze von El Conde Sol zu singen, und das Dienstmädchen erzählte ihr, dass sie auch einige von den Liedern kannte. Unter den Romanzen, die sie sang, befand sich eine bis dahin unbekannte: La muerte del Príncipe don Juan. Diese Entdeckung veranlasste Maria zu einer Studie über das Stück, die 1904 vom Bulletin Hispanique veröffentlicht wurde.
Ihre Doktorarbeit 1909 war eine vergleichende Literaturstudie über das folkloristische Thema La difunta pleiteada im Roman, im Theater und in den Romanzen. Ein Großteil ihrer späteren Arbeiten befasste sich mit Lope de Vega oder den Romanzen.
1916 gehörte Goyri zur Gründungsgruppe des Protectorado del Niño Delincuente, dessen Ziel es war, den Aufenthalt von Kindern unter sechzehn Jahren in Gefängnissen zu verhindern.
Sie unterrichtete Literatur an der 1918 gegründeten Residencia de Señoritas. Gemeinsam mit María de Maeztu erarbeitete sie die Programme für den Spanischunterricht für Kinder im Alter von acht bis zehn Jahren und leitete und überwachte die Programme für spanische Sprache und Literatur am mit der Residencia verbundenen Instituto Escuela, einer Einrichtung, in der sie sich besonders engagierte. Sie wirkte an der Entwicklung der Biblioteca Literaria del Estudiante mit, einer Auswahl von Texten der spanischen Literatur, die als notwendige Ergänzung zur Ausbildung der Schüler des Instituto im Spanischunterricht gedacht war. Verantwortlich für die Veröffentlichung war das Centro de Estudios Históricos unter der Leitung von Menéndez Pidal, der auch Direktor der Biblioteca del Estudiante war. Am 23. Oktober 1933 wurde sie zusammen mit zum Mitglied des Kuratoriums ernannt, das für die Leitung des Instituto Escuela verantwortlich war.
Goyri veröffentlichte Aufsätze in der wissenschaftlichen Revista Popular, die eine eigene moderat feministische Rubrik Crónicas femeninas hatte.
Der Spanische Bürgerkrieg überraschte das Ehepaar in ihrem Landhaus in San Rafael, zusammen mit ihrer Tochter Jimena, ihrem Schwiegersohn Miguel Catalán Sañudo und dem Enkel Diego Catalán, in dem von den gegen die Republik aufbegehrenden Militärs kontrollierten Gebiet. Bombardierungen durch die in Cuatro Vientos stationierten Flugzeuge der regierungstreuen Luftwaffe zwangen sie, nach El Espinar und später nach Segovia zu fliehen. Das Archivo General de la Guerra Civil Española enthält Berichte, dass sich die Junta de Defensa Nacional („Nationaler Verteidigungsrat“), der unter dem Kommando Francos stand, am 2. Juli 1937 von Burgos aus an die Behörden in Segovia wandte und eine politische Einschätzung zu beiden einforderte: „Es sei auch von Interesse, dass sie diskret überwacht würden, ebenso wie Freundschaften, die im Umfeld dieser Familie bestehen; erforderlichenfalls sollte ihre Korrespondenz abgefangen werden.“ In dem Bericht, der nach Burgos geschickt wurde, heißt es über Ramón Menéndez Pidal: „Ein Mensch von großer Kultur, im Grunde gut, charakterschwach, völlig von seiner Frau beherrscht“, und über María Goyri: „Eine Person mit großem Talent, großer Kultur und außerordentlicher Energie, die ihren Mann und ihre Kinder verdorben hat; sehr überzeugend und eine der gefährlichsten Personen Spaniens. Sie ist zweifelsohne sehr stark in der Revolution verwurzelt.“ Es gelang beiden, in das republikanische Madrid umzuziehen, und im September 1936 wurden sie nach Valencia gebracht, von wo aus sie zunächst nach Bordeaux und anschließend über Kuba in die Vereinigten Staaten emigrierten und später nach Frankreich zurückkehrten. Nach dem Ende des Bürgerkriegs kam das Ehepaar nach Spanien zurück.
Am Ende des Krieges wurden das Instituto Escuela und alle von der Junta para Ampliación de Estudios geförderten Bildungszentren verboten, und einige Lehrer erhielten für einige Jahre Unterrichtsverbot. Goyri wurde jedoch offizielle Direktorin des Colegio Estudio, das ihre Tochter Jimena Menéndez-Pidal zusammen mit Carmen García del Diestro und Ángeles Gasset gegründet hatte.
María Goyri widmete sich bis zu ihrem Lebensende der Erforschung, Zusammenstellung und Systematisierung der verschiedenen Versionen der Romanzen aus der mündlichen Überlieferung für das Archivo del Romancero, schrieb Artikel und die beiden Bücher De Lope de Vega y del Romancero und Romancero tradicional de las lenguas hispánicas. Das letzte Werk war Los Romances de Gazul, eine Studie über die Romanze in den letzten Jahrzehnten des 16. Jahrhunderts.

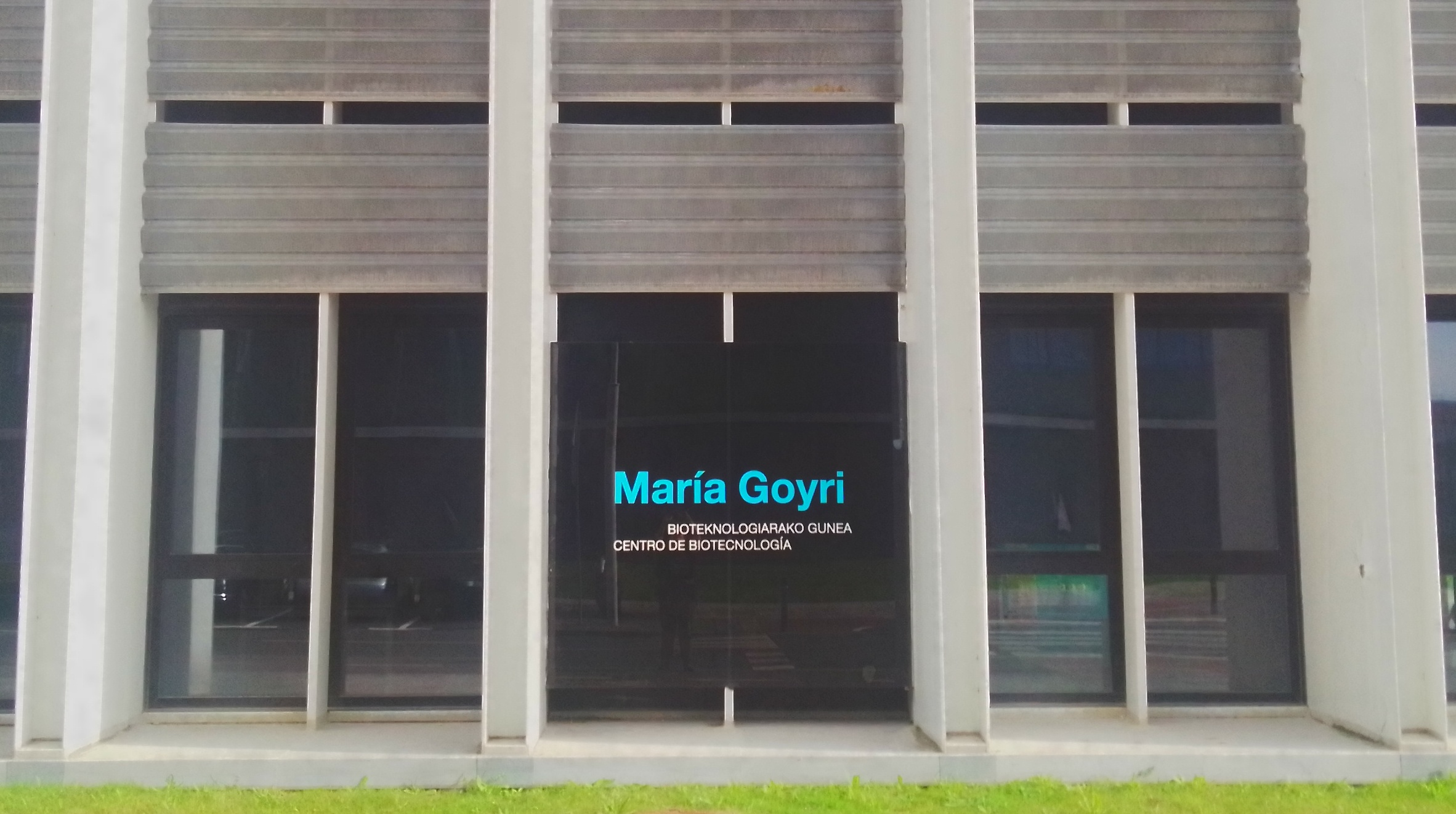
Centro de Biotecnología María Goyri im Parque Científico der Universidad del País Vasco

Ihre Korrespondenz mit Forschern und Hispanisten aus aller Welt, in der sie ausführlich und offen über ihre Erkenntnisse berichtet, sowie ihre Notizen, Schriften und unveröffentlichten Arbeiten werden in der Fundación Menéndez Pidal in Chamartín de la Rosa aufbewahrt, wo sie von 1917 bis zu ihrem Tod lebte und arbeitete. Ihre Feldarbeit mit Ramón Menéndez Pidal, die aus einer Bestandsaufnahme der verschiedenen Versionen der mündlichen Überlieferung der spanischen Romanze bestand, wird ebenfalls dort aufbewahrt.
Im Juli 1952 wurde sie in einer Radiosendung von Carmen Conde interviewt, in der sie über ihre Kindheit und ihre Erinnerungen sprach. Sie starb am 28. November 1954 in Madrid und wurde auf ihren Wunsch hin ohne Grabstein auf dem Cementerio de San Justo beigesetzt. Sie hatte drei Kinder aus ihrer Ehe. Neben der Tochter Jimena hatten sie noch zwei Söhne: Ramón, der im Säuglingsalter starb, und Gonzalo.
Die Universidad del País Vasco vergibt anlässlich des Weltfrauentages seit 2012 jedes Jahr den Premio María Goyri a la inclusión de perspectiva de género en los trabajos de fin de máster, den „María-Goyri-Preis für die Berücksichtigung der Geschlechterperspektive in Masterarbeiten“. Im Parque Científico der Universität wurde Centro de Biotecnología Animal nach María Goyri benannt. In Alicante, Córdoba, Granada, Guadalajara und Getxo sind Straßen nach ihr benannt.

## Werke (chronologisch)
- Lo que piensan las mujeres de su educación. Una información. In: Escuela Moderna. Band III, Nr. 23, 1893, S. 82–86.
  - Neuherausgabe durch Lo que piensan las mujeres acerca de su educación. In: Consuelo Flecha (Hrsg.): Historia de la educación: Revista interuniversitaria. Band 26, 2007, ISSN 0212-0267, S. 395–435 (researchgate.net).
- Crónicas femeninas. In: Revista Popular. Band 16, Nr. XII, 1898.
- Crónicas femeninas. In: Revista Popular. Band 30, Nr. XII, 1898.
- El próximo Congreso Feminista. In: Boletín de la Institución Libre de Enseñanza. Band XXIII, Nr. 470, 1899, S. 131–133.
- Mehrere Artikel in El Conde Lucanor und Revue Hispanique, 1899.
- Romance de la muerte del Príncipe D. Juan. In: The Bulletin Hispanique. Band IV, 1902.
- Romances que deben buscarse en la tradición oral. In: Revista de Archivos, Bibliotecas y Museos. 1907.
- La difunta pleiteada en la literatura española: estudio de literatura comparada. In: Revista de Archivos, Bibliotecas y Museos. 1909.
- La difunta pleiteada (= Librería General de Victoriano Suárez. Band 48). T. Fortanet, Madrid 1909 (archive.org).
- Fábulas y cuentos en verso. Instituto Escuela, Junta de ampliación de estudios, Madrid 1922 (gutenberg.org).
- Don Juan Manuel y los cuentos medievales. Instituto Escuela, Madrid 1936.
- De Lope de Vega y del Romancero. Librería General, Sarragossa 1953.
- Los romances de Gazul. In: Nueva Revista de Filología Hispánica. Band 7, Nr. 3/4, 1953, S. 403–416, doi:10.24201/nrfh.v7i3/4.265 (colmex.mx).